# Melanargia nigrescens
Melanargia nigrescens är en fjärilsart som beskrevs av Varin 1948. Melanargia nigrescens ingår i släktet Melanargia och familjen praktfjärilar. Inga underarter finns listade i Catalogue of Life.